# Homeostase (sociologie)
Homeostase is een sociaal systeem dat in evenwicht tracht te blijven. Dit wordt gedaan door zelfregulering, het handhaven van vaak ongeschreven regels.  
Als zelfregulering wordt toegepast, wordt er door een groep onderling bepaald of iets geoorloofd is of niet. Er zijn geen vastgelegde regels die worden gehandhaafd door een derde partij. Als een individu een regel verbreekt, komt er feedback op het gedrag in de vorm van een sanctie, waarbij de groep bepaalt wanneer er regels zijn overschreden. Hierbij wordt gebruikgemaakt van het moreel besef en de gedragsnormen van de groepsleden. Als de zelfregulering niet werkt, bestaat het risico voor de groep van ingrijpen door derden, bijvoorbeeld door het extern opleggen van regels, wat betekent dat het evenwicht van het systeem verstoord is.